# صحراء قره قوم

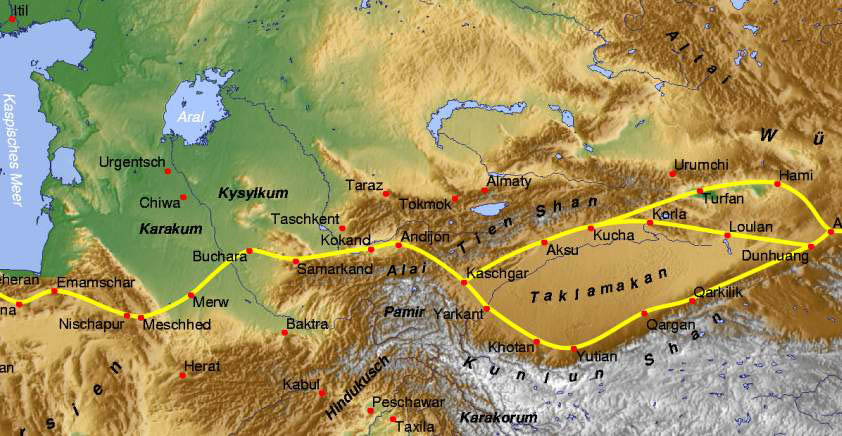
صحراء كراكورم شرق قزوين

 صحراء قره قوم أو صحراء الرمال السوداء هي صحراء تقع في آسيا الوسطى في شرق بحر قزوين تغطي 70% من أراضي تركمانستان وتلبغ مساحتها 350,000 كم مربع ويشهد معدل سقوط الأمطار في المنطقة انخفاضاً كبيراً فنادراً ما تمطر خلال مدة عقد.

## سمات
فوهة باب جهنم، وهي فوهة غاز طبيعي تم حرقها منذ عام 1971، تقع في صحراء كاراكوم. الحفرة هي نقطة جذب سياحي رئيسية، حيث يصل مئات الزوار كل عام إليها.